# طائفية عبر الإنترنت
الطائفيَّة عبر الإنترنت هي ظاهرة تتعلق بظهور الحركات الدينية الجديدة التي تعتمد بشكل رئيسي على شبكة الإنترنت من أجل توزيع النصوص والتجنيد ومشاركة المعلومات.

## كنوع تنظيمي
يصف هذا المصطلح، الذي صاغته العالمة في مجال العلوم السياسية باتريشيا إم ثورنتون في جامعة أوكسفورد «شكلاً هجينًا فريدًا للتعبئة السياسية الدينية» تتبناه طائفة من مجموعات كيغونغ (气功) التوفيقية التي ظهرت في جمهورية الصين الشعبية (PRC) في أواخر عقد الثمانينيات من القرن العشرين وفي بداية عقد التسعينيات من نفس القرن، وتعرضت للاضطهاد الشديد في أعقاب حملة القمع التي شنت ضد المنظمات الدينية والروحانية المحظورة في عام 1999.
وتشتمل الطائفية عبر الإنترنت كشكل تنظيمي على ما يلي: «مجموعات صغيرة من الممارسين المتفرقين بشدة والتي يمكن أن تحافظ على سريتها في السياق الاجتماعي الأكبر وتعمل بشكل سري نسبيًا، مع أنها تبقى على ارتباط عن بعد بشبكة كبيرة من المؤمنين بأفكارها الذين يشاركون مجموعة من الممارسات والنصوص، وغالبًا ما يكون هناك إخلاص شديد مشترك لقائد عام. ويوفر الداعمون في الدول الأخرى التمويل والدعم، ويقوم الممارسون المحليون بتوزيع الدعاية، والمشاركة في أعمال المقاومة، ومشاركة المعلومات المتعلقة بالموقف الداخلي مع الغرباء. وبشكل جماعي، يقوم الأعضاء والممارسون في مثل هذه الطوائف بإنشاء مجتمعات ظاهرية سارية تقوم على الإيمان، ويتبادلون الشهادات الشخصية ويشاركون في الدراسات الجماعية عبر البريد الإلكتروني وفي غرف الحوار عبر الإنترنت وفي لوحات الرسائل القائمة على الويب.»

## في الصين
تشتمل الطوائف الصينية التي تعمل عبر الإنترنت والتي تغطي كل أرجاء البلاد المجموعة الشهيرة في الغرب باسم فالون غونغ (法轮功) وزونغ غونغ (中华养生益智功功) والمجموعة التي تتخذ من تايوان مقرًا لها والتي يتم تمويلها من خلال السوما تشيغ هاي، والتي يشار إليها بصفة عامة في جمهورية الصين الشعبية باسم غوانين فامين (观音法门)، إلا أنها تنطق بالإنجليزية في مجتمع شينغ هاي العالمي قوان ين. وقد لجأت كذلك بعض المجموعات البروتستانتية في مختلف أرجاء جمهورية الصين الشعبية التي تعرضت كذلك للاضطهاد، مثل جماعة التنوير الشرقي، إلى شبكة الإنترنت لضمان بقاء الجماعة، وقد اتخذت كذلك بعض سمات الطوائف المتاحة عبر الإنترنت في مواقع أخرى. ومثل الحركات الدينية الجديدة عبر الإنترنت (NCRM)، كما يقول كارافلوجكا، يعتمد المشاركون في الجماعات الطائفية عبر الإنترنت على الاتصالات القائمة على الكمبيوتر (CMC) فيما يتعلق بالممارسات الدينية أو الروحانية الخاصة بهم، حيث يقومون بعمل عمليات الحج عبر الإنترنت و/أو المشاركة في جلسات التأمل عبر الإنترنت و/أو التبشير عبر الإنترنت في غرف الحوار المملوكة للأطراف الأخرى.
ويشارك بعض أفراد الجماعات الطائفية عبر الإنترنت في مجموعات مثل أوم شينريكيو (Aum Shinrikyo) وحتى القاعدة في «تجمعيات للخلاف الإلكتروني»، من خلال استخدام مواقع الويب والبريد الإلكتروني من أجل تعبئة المحتجين والمعارضين، بالإضافة إلى النضال البرمجي (والذي يشتمل على أحداث الاضطرابات الإلكترونية) وحتى الإرهاب الإلكتروني (من خلال الأعمال التي تؤدي إلى إحداث أضرار تنجم عن إتلاف شبكات الطاقة والسيطرة على حركة المرور وغيرها من أنظمة توفير الموارد والسلامة العامة).

## بين المسلمين
في وقت حديث للغاية، قام المخترقون من السنة ومن الشيعة بمهاجمة مئات المواقع والرد على هجومها في صراع واسع النطاق عبر الفضاء الإلكتروني تمت الإشارة إليه على أنه اندلاع للطائفية عبر الإنترنت. ويصف علاء الدين مغايرة نوعين من أنواع الصراعات القائمة على الطائفية عبر الإنترنت في الفضاء الإلكتروني الإسلامي قائلاً: "الدفاع عن الإسلام عبر الإنترنت" الذي يشتمل على "نشر المنشورات الدينية والحوارات والتوعية عبر البريد الإلكتروني والمحاضرات ومقاطع الفيديو، و"النضال البرمجي الإسلامي" الذي يشتمل على هجمات عبر الإترنت ضد مواقع الويب الدينية وغير الدينية الأخرى.
وبنفس الطريقة، فإن درو سي جلادني يصف كيفية انتقال مستخدمي الإنترنت من المسلمين في محافظة شينجيانغ الصينية إلى الإنترنت من أجل الاستكشاف والتعبير عن رغباتهم في الاستقلال مع مجتمعات الأويغور واسعة النطاق والتي تغطي مختلف أرجاء الدولة، وقد وصل ذلك إلى ذروته فيما وصفه جلادني على أنه فيض من «الانفصال الإلكتروني».

## مجموعات أخرى
عندما انتقل الأمر إلى موجات الأثير وشبكة الإنترنت، تم وصف اللغة الطائفية المثيرة للانقسامات بين السكان الكاثوليك والبروتستانت في أيرلندا الشمالية بعد الاتفاقية على أنها اندلاع لأعمال الطائفية عبر الإنترنت من خلال مراسل بي بي سي، المولود في باليمينا، السيد ديكلان لون وغيره. وبطريقة مشابهة، فإن هذا المصطلح يستخدم كذلك بصفهة عامة لوصف الانشقاق الحزبي الضروس عبر الإنترنت بين مجموعات متنوعة من أعضاء الحزب الاشتراكي الأمريكي، وبين أعضاء الاتحاد الاشتراكي. وهناك بعض الأدلة التي تقترح أن الاعتماد الشديد لهذه المجموعات على شبكة الإنترنت، باعتبارها وسيلة تسهيل بل وتشجع التفاعل بين المستخدمين ومشاركة المعلومات بين الند للند (النظراء)، ربما يمثل تحديات خطيرة فيما يتعلق بالحفاظ على التماسك الداخلي ووضع سياسات العقيدة من خلال مجموعة مركزية من القادة.
وبنفس الطريقة، وصف واضع النظريات الثقافية بول فيريليو مجموعة UFO الدينية في سان دييغو، هيفينز جيت، على أنها تنتمي إلى الطائفية عبر الإنترنت، بسبب الاعتماد الشديد للمجموعة على الاتصالات المعتمدة على الكمبيوتر كوسيلة للاتصالات قبل إقدام المجموعة على الانتحار الجماعي في عام 1997؛ في حين أن ريتا إم هوك من جامعة فوت هايس ترى أن "الطائفية عبر الإنترنت" مصطلح جديد ولكنه شائع "يشير إلى السيابورغ (إنسان نصف آلي) أو مستخدمي الإنترنت بغرض تطبيق جدول أعمال تعاوني.